# ブダペスト学派
ブダペスト学派（ハンガリー語 Budapesti iskola、ドイツ語 Budapester Schule）とは、ハンガリーの首都ブダペストにおいて繰り広げられた学問のグループ的な活動、あるいは、何らかの相似点を持つ一派のことを指す。
1. ルカーチ・ジェルジの流れを汲み、マーレル・マルギット、ヘッレル・アーグネシュ、マールクシュ・ジェルジ、フェヘール・フェレンツら哲学において。この項目で詳説。
2. フロイトの流れを汲み、フェレンツィ、ローヘイム・ゲーザら心理学において。ハンガリー学派を参照。